# Joaquín Madolell Estévez
Joaquín Jesús Madolell Estévez (Melilla, 23 de abril de 1923 - Madrid, 1 de octubre de 2011), fue un militar del arma de Aviación y el primer espía español infiltrado en los servicios secretos militares de la Unión Soviética. Madolell fue el actor principal de la operación Mari (Madolell-Rinaldi), acción conjunta entre España, Italia y Estados Unidos, que culminó con la desarticulación de la mayor red de la inteligencia militar rusa descubierta en el sur de Europa durante la Guerra Fría. 
Las peripecias que vivió este espía doble en el transcurso de la Operación Mari (1964-1967), pusieron en peligro su vida tras aceptar viajar a Moscú, pese a las reticencias de sus mandos. En la capital soviética agentes rusos de inteligencia se encargaron de formarle en técnicas avanzadas de microfilmación, recepción y emisión de comunicaciones por radiotransmisor en código, desencriptación de mensajes cifrados, camuflaje de material, localización, elección y uso de buzones, iniciación a la técnica del micropunto, lenguaje convenido, claves y contraseñas, así como uso de tinta simpática (invisible).

## Biografía
Joaquín Jesús Madolell Estévez nació a las once de la mañana de un 21 de abril de 1923, en la calle de Toledo, número 23, de Melilla. Hijo del jornalero ferroviario Juan Madolell y de Eloísa Estévez, la desgracia acecharía a Joaquín desde su nacimiento, puesto que su madre falleció a consecuencia de las secuelas del parto. Ante la imposibilidad de mantenerlo, su progenitor lo entregó a la Asociación General de Caridad. Esta institución, regentada por monjas de la orden de las Hijas de la Caridad, hacía las veces de escuela, así como de asilo de niños y ancianos´(se le conocía como la Gota de Leche de Melilla). La estancia de Madolell en el orfanato de las Hijas de la Caridad de Melilla se prolonga hasta los 18 años, edad en la que solicita el ingreso en el Ejército del Aire como soldado voluntario. Pronto, la vida profesional de Joaquín Madolell queda ligada al paracaidismo, puesto que en 1947 pasa a formar parte de la primera promoción de paracaidistas de la de la Escuela Militar de Paracaidismo del aeródromo de Alcantarilla (Murcia). Joaquín Madolell llegó a convertirse en el instructor paracaidista más osado de la escuela, lo que le llevó a batir hasta tres marcas nacionales en un mismo salto en 1955 al permanecer durante 30 segundos en el aire, saltar desde 3.000 metros de altura y ser el primer paracaidista de España en alcanzar los 200 saltos en apertura retardada (caída libre).
Joaquín Madolell abandonó Alcantarilla en 1958 y recaló en Madrid donde pasó a depender del Mando de la Defensa Aérea, actividad que combinó con la de instructor paracaidista en el primer paraclub civil de Madrid, ubicado en el aeródromo de Cuatro Vientos. Allí conocerá a Giorgio Rinaldi, as paracaidista italiano y agente soviético del GRU (Glavnoe Razvedivatelnoie Upravlenie), siglas de la Dirección Principal de Información del Estado Mayor General de las Fuerzas Armadas soviéticas. Será el propio Rinaldi quien le proponga colaborar en tareas de información con los soviéticos, aunque le aclaró que en modo alguno contra los intereses de España, sino obteniendo información de las bases norteamericanas situadas en Torrejón de Ardoz, Morón de la Frontera (Sevilla) y Zaragoza. Ante tal proposición, Joaquín Madolell se presentó de inmediato ante su superior, a quien detalló lo sucedido. A los pocos días, recibió la orden de presentarse ante el teniente coronel Ricardo Arozarena, jefe de Contraespionaje de la Tercera Sección del Alto Estado Mayor. Una vez explicado el asunto, será el propio Arozarena quien le pregunte si en el caso de que el ofrecimiento siguiese adelante de manera definitiva y el fichaje se concretase estaría dispuesto a desempeñar el papel de agente doble. A lo que Madolell respondió afirmativamente.

### Operación Mari
La operación Mari comenzó en mayo de 1964 cuando, en plena Guerra Fría, el Pacto de Varsovia desplegó una fina red de espías por toda la Europa mediterránea a fin de calibrar el potencial militar de la OTAN. En combinación con la CIA y los servicios secretos italianos, los militares del Alto Estado Mayor facilitaban al subteniente Madolell documentación auténtica no sensible o que pudiera modificarse en poco tiempo de las bases norteamericanas, así como material obsoleto pero con visos de verosimilitud. Según avanzaba la misión, los servicios secretos occidentales implicados obtuvieron valiosos conocimientos sobre el proceder y las técnicas soviéticas, aunque los militares españoles nunca dejaron de observar las múltiples deficiencias, materiales y formativas, del contraespionaje patrio. A pesar de ello, el subteniente Madolell viajará hasta Moscú, vía París, con un pasaporte falso a nombre de Ramón González Álvarez, puesto que los agentes del GRU decidieron formarlo en las más avanzadas técnicas de espionaje. En la capital del imperio soviético, Joaquín Madolell vivió 17 días al límite aunque también tuvo tiempo de ver el desfile militar del Día Internacional de los Trabajadores, celebrado el primer día de mayo en la Plaza Roja de Moscú, o de asistir a una representación del ballet de El Lago de los Cisnes en el Teatro Bolshói.
A la vuelta de Moscú (mayo 1965), la operación Mari continuó con Joaquín Madolell ejerciendo de agente doble hasta que el 15 de marzo de 1967 los servicios secretos italianos detuvieron a Armand Girard, subalterno de Giorgio Rinaldi, con microfotografías de las bases aéreas de Torrejón de Ardoz y Aviano en la frontera entre Francia e Italia. El arresto de Girard conllevó el inminente arresto de Rinaldi y de su mujer, Angela Maria, más conocida como Zarina. Una vez detenidos los tres súbditos italianos, comenzó una carrera por destapar al mayor número posible de agentes y colaboradores de la red. El primero de ellos fue Yuri Pavlenko, agregado de la embajada soviética en Roma por cobertura pero espía del GRU de profesión. Tras la invitación por parte de las autoridades italianas a hacer la maleta despachada a Pavlenko, los primeros arrestos y expulsiones se sucedieron. En Grecia, Chipre, Austria fueron arrestados los encargados de las transmisiones de la red soviética. Además fueron conminados a marchar expulsados Albert Sakharov, segundo secretario de la embajada en Atenas, e Igor Otchourkov, representante de la Oficina Comercial. De Chipre también partieron hacia Moscú, con orden de expulsión y declaración de persona non grata, el ruso Nicolai Ranov, representante de Aeroflot, y el diplomático Boris Petrine, agregado de la embajada. Fueron bastantes más los que huyeron de legaciones diplomáticas; entre ellos Mikhail Badin, coronel jefe del GRU asignado a Viena, quien dirigía la red de Rinaldi.

### Relevo en la KGB
Entre las repercusiones de la operación Mari, la CIA relacionó la caída de la red de espionaje del GRU en el Mediterráneo con el cambio en la dirección de la KGB anunciado por la agencia estatal de noticias rusa TASS el 19 de mayo de 1967, dos meses después del encarcelamiento del matrimonio Rinaldi y de Girard. El encargado de comandar la KGB desde esa fecha fue Yuri Andropov, quien el 12 de noviembre de 1982 llegó a dirigir los destinos de la Unión Soviética hasta su fallecimiento quince meses después. Un informe de la Agencia Central de Inteligencia norteamericana, remitido desde la estación de Bruselas en junio de 1967, así lo indicaba: 
El pasado marzo, la detención en Italia del espía soviético Rinaldi y varios de sus agentes condujo a la exposición de numerosos oficiales soviéticos de inteligencia que se vieron obligados a abandonar los países donde estaban destinados. (...)
La reciente exposición de agentes soviéticos no ha mermado sustancialmente la enorme capacidad del espionaje soviético, aunque sí parece haber tenido consecuencias, y muy serias, en la propia KGB. Entre las actividades de espionaje que lleva a cabo a lo largo de todo el mundo, la KGB también carga con la responsabilidad de asegurar y proteger del contraespionaje a sus propios agentes y a aquellos pertenecientes al GRU (inteligencia militar). Los recientes descubrimientos de agentes de ambos servicios, GRU y KGB, son la prueba de que la KGB ha subestimado la capacidad de los servicios europeos de seguridad y no han cumplido adecuadamente sus responsabilidades en contrainteligencia.
De acuerdo con el anuncio de la agencia TASS del 19 de mayo, Vladimir Semitchastny ha sido reemplazado recientemente como director de la KGB por Yuri Andropov. Se ha especulado que los cambios en el liderazgo de la KGB han sido provocados por la reciente exposición del espionaje soviético.
Entre los méritos que acumula Andropov para ocupar el puesto de jefe de la KGB, entre 1954 y 1957, ostentó el cargo de embajador en Hungría desde el cual dirigió la represión de la revuelta húngara. Andropov deberá realizar un verdadero esfuerzo para evitar los errores de su predecesor y garantizar la efectividad del espionaje soviético. Bruselas, nueva capital de Europa y cuartel general de la OTAN, será el objetivo principal de su lista.
Con la utilización del término "exposición" en este documento clasificado, la CIA se refería, entre otras operaciones, a la identificación y caída de la mayor red del espionaje militar ruso en la Europa mediterránea desde el inicio de la Guerra Fría. La operación Mari había contribuido a poner en el disparadero al otrora intocable director de los servicios secretos soviéticos, el líder comunista Vladimir Semichastny, en el cargo desde noviembre de 1961.

### Días finales de su vida
Al finalizar la operación Mari, Joaquín Madolell retornó al Ejército del Aire, donde continuó trabajando en diversos destinos. Madolell alcanzó el grado de comandante y permaneció ligado a Aviación hasta su jubilación el 21 de abril de 1988. Tras larga enfermedad, el 1 de octubre de 2011 falleció en Madrid.